# Ju-on
Ju-On (prt: Ju-on - A Maldição; bra: O Grito ou Ju-on: O Rancor) é um filme de terror supernatural japonês de 2003, escrito e dirigido por Takashi Shimizu.